# Salzwasser-Verlag
Der Salzwasser-Verlag wurde 2009 in Paderborn gegründet und übernahm das Programm des bis dahin unselbstständigen Imprints Salzwasser aus Bremen. Er vertreibt u. a. maritime Literatur.

## Programm
Nach eigenen Angaben hatte der Verlag mehr als 2000 Titel aufgelegt. Neben maritimer Literatur wurden Reiseberichte, Geschichts- und Wirtschaftsbücher verlegt oder nachgedruckt. Ein weiterer Schwerpunkt waren kulinarische Bücher des 19. und 20. Jahrhunderts.
Der Verlag war – nach mehreren Umfirmierungen – seit 2009 Teil einer Europäischer Hochschulverlag-Beteiligungs-GmbH in Bremen. Durch Beschluss der Gesellschafterversammlung vom 16. Dezember 2013 wurde diese Gesellschaft aufgelöst. Liquidator war Thomas Hoppe. Der Salzwasser-Verlag selbst blieb noch bis 2016 bestehen.
Laut Deutsche Nationalbibliothek wurden die letzten Titel unter diesem Verlagsnamen 2016 veröffentlicht, in den letzten Jahren ausschließlich Reprints alter Bücher, meistens in elektronischer Form.